# Albert Geromini
Albert Geromini, född 10 april 1896 i Arvigo i Graubünden, död 7 december 1961 i Thalwil i kantonen Zürich, var en schweizisk ishockeyspelare. Geromini blev olympisk bronsmedaljör i ishockey vid vinterspelen 1928 i Sankt Moritz. Han vann även många medaljer vid VM och EM.